# Піховшек В'ячеслав Володимирович
В'ячесла́в Володи́мирович Піхо́вшек (нар. 13 вересня 1966, місто Тальне Черкаської області) — український проросійський пропагандист, журналіст і публіцист. З червня 1999 року лауреат звання Заслужений журналіст України.
На початку своєї журналістської кар'єри наприкінці 1980-их Піховшек не мав настільки яскраво виражених проросійських поглядів, однак з роками, перебуваючи у проросійських колах України він суттєво радикалізувався і вже працюючи на проросійських телеканалах Медведчука (NewsOne/ZIK/112/Перший незалежний тощо) його риторика стала реваншистською, українфобською, проросійською, та антизахідною.

## Освіта
Закінчив філософський факультет Київського національного університету ім. Тараса Шевченка (навчався з 1983 по 1990 рік) за спеціальністю «історик філософії». Стажувався в Українському науковому інституті Гарвардського університету (1988), на факультеті філософії Лейпцизького університету (1989) та в університеті Коннектикут (1996).

## Політична діяльність
В кінці 1980-х був активістом Української Студентської Спілки (УСС), міжнародним секретарем Союзу Українського Студентства. 23 лютого 1990 року, за словами Олеся Донія,  членами УСС Піховшек був запідозрений у тому, що він є агентом КДБ та відсунутий від організації. 
У 1990 р. випустив єдиний екземпляр самвидавної газети «Спостерігач».
Засновник і багаторічний директор Українського Незалежного центру політичних досліджень (УНЦПД) (червень, 1991).
На початку 2000-х рр. був членом партії «Демократичний Союз» Олександра Волкова, входив в її першу п'ятірку на парламентських виборах 2002 р.

## Діяльність у ЗМІ
Із лютого 1995 р. — ведучий програми «П'ятий кут» на УТ-1 та «УТ-2». Продюсер і режисер: Лаврентій Малазонія.
Із 1999 р. — ведучий програм «Епіцентр», «Епіцентр-дебати» (під час передвиборчої кампанії 1999 року вів програму з Аллою Мазур), «5х5», «Іду на Ви» на телеканалі «1+1». Зокрема, у ефірах програми «Епіцентр» з'являлися такі відомі журналісти як Наталія Лігачова, Діана Дуцик, Едуард Лозовий, Ольга Мусафірова, Георгій Гонгадзе та інші.
Грудень 1999—2005 рр. — головний редактор Телевізійної служби новин (ТСН) телеканалу «1+1». Піховшек протримався на цій посаді понад 4 роки. Часи Піховшека в ТСН вважаються одними з найгірших з огляду на цензуру і «темники», а також через звільнення журналістів і редакторів, акції протесту в 2002 і восени 2004 рр. Про свою місію Піховшек говорить сам в розмові із Президентом України Леонідом Кучмою на аудіозаписі, який зробив майор держохорони Микола Мельниченко від 22 березня 2000 року у кабінеті Президента України:
|  | «Ну, а ТСН. Там одна половина уже за меня. Я с такой ситуацией там столкнулся. Половина людей была приведена Ткаченко. И эта половина людей, которую привел Ткаченко, он ею фактически манипулирует. А он сейчас с Ющенко. Но там есть еще «Новый канал». Там «Репортер» дает на вас то, что ему говорят. Но оно такое - только на киевскую аудиторию. Потому что они хотят быть со всеми добренькими. Они хотят быть пропрезидентскими, но они хотят быть и к остальным... Леонид Данилович, ставьте задание!… То, что я делаю в Америке, я буду делать в Европе. Леонид Данилович, вы же тоже заданий не ставили. Можно сделать какую комбинацию. Вы хотите что-то сделать. Я провожу работу. Вместе „раскочегарили“ и… Вы и так уже приняли непопулярные решения, и только потому, что (кінець фрази нерозбірливий). А тут можно использовать телевидение, сформировать общественное мнение, а потом проводить свои решения… Значит, в статье Ющенко, которую я достал в эмиграции - она должна была быть опубликована в «Нью-Йорк Таймс», но он не приехал и они не опубликовали - пять раз вас так подставил, что это вообще» |

4 червня 2000 року Президент України Леонід Кучма пропонує журналісту стати восени очільником його прес-служби. Проте Піховшек використовує всі відмовки, щоб залишитись на каналі «1+1». Під час однієї з таких розмов він називав себе «солдатом революції, який робить те, що Президент вирішує, де хто працює, і хто на яких місцях працює…»
27 жовтня 2004 року був одним з ведучих «Прямої лінії з Володимиром Путіним», яка проходила у Києві.
З січня 2005 по червень 2006 був співведучим ток-шоу «Йду на ВИ» (в парі з Ольгою Герасим'юк та Едуардом Лозовим). 
З осені 2006 по червень 2008 року вів оновлений «Епіцентр».
У лютому 2009 року був звільнений з телеканалу 1+1.
Після тривалого бойкоту з боку засобів масової інформації у 2009 р. Піховшек став постійним автором газети політтехнолога Костя Бондаренка «Левый берег», а потім її інтернет-видання «LB.UA»(головний редактор — Соня Кошкіна). Також публікується на сайтах «Полеміка», УНІАН, Оглядач (Обозреватель).
З травня 2017 року Піховшек вів на телеканалах NewsOne (з лютого 2021 року після накладення санкцій РНБО на «медіахолдинг Медведчука» разом з колегами перейшов на канали Перший незалежний, а з листопада 2021 року до 26 лютого 2022 року— на UkrLive) авторські програми «Хронологія дня», «Хронологія тижня», «Епіцентр» (відновлений після 10-річної перерви в ефірі під назвою «Епіцентр української політики») та «П'ятий кут» (відновлений як «П'ятий кут. Розвиток»).

## Резонансні твердження
У листопаді 2002 року перед виборами голови Верховного Суду України у своїй програмі «Епіцентр» на телеканалі «1+1» Піховшек з посиланням на «власні джерела» у Генеральній прокуратурі України повідомив про хабар у розмірі 0,5 млн грн, які наче пропонувалися за підтримку кандидатури Василя Онопенка на цей пост. За словами ведучого, до цього був причетний народний депутат України від фракції «Батьківщина» Михайло Павловський.
В кінці липня 2003 року Шевченківський районний суд Києва оштрафував телеканал «1+1» та Піховшека за цей фейк і зобов'язав останнього вибачитись у найближчому випуску його програми перед Онопенком та Павловським. Журналіст здійснив відповідну заяву в своєму етері 7 вересня 2003 року.
|  | — Суд постановив вибачитись, і я вибачаюсь, хоча я не думаю, що сказане з телекрану є єдиним, що чітко і одностайно впливає на суддівський корпус. |

Піховшек дав зрозуміти, що керувався національним інтересами.
|  | — Політики приходять і виходять, а національні інтереси залишаються. |

У своїй статті, опублікованій 26 січня 2011 р. в газеті «Известия в Украине» (головний редактор — Яніна Соколовська), Піховшек стверджував, що журналіст «Української правди» Сергій Лещенко був би найкращою кандидатурою для вбивства з метою дискредитації Президента України Віктора Януковича, як свого часу був забитий засновник «Української правди» Георгій Гонгадзе в 2000 році.
«Припущення, що Лещенко може зазнати тієї ж долі, що й Гонгадзе, є ледь прихованою погрозою убивства і є особливо огидною через те, що замовники вбивства Гонгадзе досі не постали перед правосуддям», — йдеться у заяві міжнародної правозахисної організації «Репортери без кордонів», січень 2011 р.
Після цього, 7 лютого 2011 журналіст Сергій Лещенко відправив листа редакції газети «Известия в Украине» у відповідь на цей матеріал. А згодом, на сайті «Українська правда» він опублікував листа олігарху Ігорю Коломойському, який тоді був власником «Известий», з проханням опублікувати лист-відповідь повністю.
У лютому того ж самого року міжнародна організація «Репортери без кордонів» опублікувала лист В'ячеслава Піховшека і Яніни Соколовської, в якому журналісти вимагали спростувати інформацію про те, що вони не є політконсультантами Віктора Януковича:
|  | «Я, В'ячеслав Піховшек, не є і ніколи не був піар-консультантом ні Віктора Януковича, ні іншого політичного діяча. Я - позаштатний автор сайту "Лівий берег", пишу також для газети "Известия в Украине". Деякі мої публікації з'являлися в журналі "Главред", на сайтах "Главред" та УНІАН, а також київській англомовній газеті Kyiv Post. Твердження, що я нібито є піар-консультантом кого-небудь, є неправдою. Прошу його спростувати» |

Сам Сергій Лещенко згодом віджартовувався про журналіста:
|  | Пиховшек боится, что меня убьют оппозиционеры, чтобы бросить тень на Януковича, У меня было видение. Думаю, Пиховшеку надо бояться, чтобы его не убила власть с целью дополнительной дискредитации оппозиции. Требую взять Пиховшека под круглосуточную охрану санитарами. |

Після одного із ефірів Піховшека на каналі NewsOne з міністром юстиції України часів Януковича Оленою Лукаш 31 серпня 2018 адвокат Масі Найєм вимагав вибачення від телеведучого перед учасниками бойових дій на сході України, яких ведучий прирівняв до вбивць:
|  | “Ми живемо в суспільстві, яке зараз влаштовано за принципом тотального безміру. Будь-яка людина, яка зараз називає себе ветераном АТО, вважає, що у неї є індульгенція на вбивство і вона може вбивати. Моє питання не щодо цих людей, діям яких повинен дати в конкретному випадку тільки суд…” ' |

## Книги
Співавтор та укладач книг «Дніпропетровськ проти Держбезпеки» (1996), «Розвиток демократії в Україні: 1997 рік» (1998), «Дніпропетровська сім'я — 2» (1998), «Четверта колона».

## Відзнаки
- 3 червня 1999 — звання Заслужений журналіст України[12]
- 1999 — лауреат премії «Прометей-престиж»
- 1999 — лауреат загальноукраїнського конкурсу «Людина року — 1999»